# Negage
Město Negage je samosprávná obec, která také zastupuje území Concelho de Negaje. Město se nachází v Angolské provincii Uige. Tato provincie hraničí s Demokratickou republikou Kongo. Spravovaná oblast má 231 326 obyvatel.